# غودو
غودو (بالإنجليزية: Godot)‏ هو محرك ألعاب ثنائي الأبعاد وثلاثي الأبعاد متعدد المنصات حر مفتوح المصدر تم إصداره بموجب رخصة إم أي تي. تم تطويره في البداية للعديد من الشركات في أمريكا اللاتينية قبل إصداره علنًا. تعمل بيئة التطوير على أنظمة تشغيل متعددة بما في ذلك لينكس وماك أو إس ومايكروسوفت ويندوز. يمكن لغودو إنشاء ألعاب تستهدف أجهزة الحاسب الشخصة والجوّال وأنظمة الوِب.

## نظرة عامة
يهدف غودو إلى توفير بيئة تطوير ألعاب متكاملة تمامًا. يسمح للمطورين بإنشاء لعبة من الصفر، دون الحاجة إلى أدوات أخرى غير تلك المستخدمة لإنشاء المحتوى (الأصول الفنية، والموسيقى ، وما إلى ذلك). بنيت بنية المحرك حول مفهوم شجرة «المشاهد» المتداخلة. يتم حفظ جميع موارد اللعبة، بما في ذلك النصوص البرمجية والأصول الرسومية، كجزء من نظام ملفات الكمبيوتر (وليس في قاعدة بيانات. يهدف حل التخزين هذا إلى تسهيل التعاون بين فرق تطوير الألعاب باستخدام أنظمة التحكم في إصدار البرنامج .
يدعم المحرك النشر في أنظمة أساسية متعددة ويسمح بتحديد إعدادات ضغط النسيج ودقة العرض لكل نظام أساسي. تتضمن الأنظمة الأساسية المدعومة حاليًا لينكس وماك أو إس وويندوز وتوزيعة برمجيات بيركلي وأندرويد وآي أو إس وبلاك بيري 10 وإتش تي إم إل 5 وويب أسمبلي. هناك أيضًا دعم لويندوز رن‌تايم ومنصة ويندوز العالمية.

### البرمجة النصية
يمكن إنشاء الألعاب التي تستخدم غودو باستخدام مجموعة متنوعة من لغات البرمجة بما في ذلك : سي++ وسي شارب وأي لغة أخرى مع روابط جي‌دي‌نيتف مثل رست ونيم ودي.
لدى غودو أيضًا لغة نصية مدمجة خاصة بها ، جي‌دي‌سكربت ،  وهي لغة برمجة عالية المستوى ومكتوبة ديناميكيًا تشبه إلى حد بعيد لغة بايثون. وعلى عكس بايثون تتميز جي‌دي‌سكربت بكتابة متشددة للمتغيرات وهي محسنة لهندسة غودو القائمة على المشهد.
ذكر مطورو غودو أن العديد من لغات البرمجة النصية البديلة للجهات الخارجية مثل لوا وبايثون وسكويرل تم اختبارها قبل أن تقرر استخدام لغة مخصصة مما يسمح بتحسين متفوق وتكامل المحرر. كما يدعم المحرك الترميز المرئي عبر لغة البرمجة المرئية المضمنة VisualScript.
يتضمن غودو محرر نصوص مزود بمسافة بادئة تلقائية، وتسليط الضوء على بناء الجملة وإكمال الشفرة. كما يحتوي أيضًا على مصحح أخطاء مع القدرة على تعيين نقاط التوقف وخطوات البرنامج.

### الاستخلاص
يستخدم محرك رسومات غودو برنامج أوبن جي إل إي إس 3.0 لجميع الأنظمة الأساسية المدعومة ؛ وإلا ، يتم استخدام برنامج أوبن جي إل إي إس 2.0.
ويتم تطوير الدعم المستقبلي لـ فولكان.
يتضمن غودو أيضًا محرك رسومات ثنائي الأبعاد منفصلًا يمكنه العمل بشكل مستقل عن المحرك ثلاثي الأبعاد. يدعم المحرك ثنائي الأبعاد ميزات مثل الأضواء والظلال والتظليل ومجموعات البلاط والتمرير المنظر والمضلعات والرسوم المتحركة والفيزياء والجسيمات. من الممكن أيضًا مزج ثنائي الأبعاد وثلاثي الأبعاد باستخدام «عقدة إطار العرض».

### ميزات أخرى
يحتوي غودو على نظام رسوم متحركة مع واجهة مستخدم رسومية للرسوم المتحركة للهيكل العظمي ، والمزج ، وأشجار الرسوم المتحركة ، والتشكيل ، ومشاهد القطع في الوقت الفعلي. يمكن تقريبًا تحريك أي كيان متغير محدد أو تم إنشاؤه على اللعبة. يستخدم المحرك بولِت لمحاكاة الفيزياء ثلاثية الأبعاد.

## التاريخ
بدأ خوان "ريدَز" لينيتسكي وأريل "بونتو" مانزور بتطوير غودو عام 2007. ذَكَر لينيتسكي في عرض تقديمي أنه تم اختيار اسم "غودو" نظراً لعلاقته بمسرحية صمويل بيكيت في انتظار غودو، لأنه يمثل الرغبة التي لا تنتهي في إضافة ميزات جديدة للمحرك، مما يجعله أقرب إلى منتج شامل، لكنه لن يصبح ذلك أبدًا. في فبراير 2014، تم إصدار النص المصدري لغودو للجمهور على غيت هاب تحت رخصة إم أي تي.
في 15 ديسمبر 2014 ، وصل Godot إلى الإصدار 1.0 ، بمناسبة أول إصدار مستقر وإضافة خرائط الضوء ودعم navmesh والمزيد من التظليل . تم إصدار الإصدار 1.1 في 21 مايو 2015 ، بإضافة الإكمال التلقائي المحسن في محرر الشفرة ، محرر تظليل مرئي ، واجهة برمجة تطبيقات جديدة لنظام التشغيل لإدارة الشاشات والنوافذ ، محرك إعادة كتابة ثنائي الأبعاد ، دعم مضلع تنقل ثنائي الأبعاد جديد ، الكثير تحسين مصدر Blender Collada ، وموضوع مظلم جديد. اشتمل المحرك ثنائي الأبعاد الجديد آنذاك على تظليل ، ومواد ، وترتيب Z مستقل لكل عقدة ، ومصابيح ، وظلال مع مسدسات مضلعة ، ورسم خرائط عادي ، ودعم خط مجال المسافة. انضم Godot إلى Conservancy Conservancy في 4 نوفمبر 2015.
تم إصدار Godot 2.0 في 23 فبراير 2016. تضمنت الميزات الجديدة تحسين المشهد والميراث ، ومتصفح نظام ملفات جديد ، وتحرير مشهد متعدد ، ومصحح محسن. وأعقب ذلك الإصدار 2.1 في أغسطس 2016 ، الذي قدم قاعدة بيانات الأصول ، وملف التعريف ، وواجهة برمجة التطبيقات للبرنامج المساعد.
تم إصدار الإصدار 3.0 في 29 يناير 2018 ، بإضافة عارض PBR جديد تم تطبيقه في OpenGL ES 3.0 ، وتوافق الواقع الافتراضي ، ودعم C # (عبر Mono ). الإصدار 3.0 أيضًا استبدل فيزياء المحرك ثلاثية الأبعاد المدمجة في المحرك بمحرك Bullet physics وكان الإصدار الأول من Godot ليتم تضمينه في دبيان.
في 3 فبراير 2020 ، حصل Godot على جائزة $ 250،000 Epic Games لتحسين عرض الرسومات ولغة تطوير اللعبة المدمجة في المحرك ، GDScript.
تم اصدار Godot 4.0 في 1 مارس 2023، و اللذي تضمن الكثير من المزايا مثل دعم Vulkan لتحسين الأداء و الرسوميات المتقدمة، الإضاءة الشاملة الآنية باستخدام SDFGI للأجسام المتحركة والثابتة، تحسين الأداء للغة البرمجة GDScript، و اضافة دعم اللعب الجماعي باستخدام ENET، و غيرها من الميزات 

## الاستخدام
تم إجراء العديد من الألعاب بواسطة أوكام ستوديو باستخدام غودو.
بالإضافة إلى ذلك ، تم استخدامه في مناهج المدارس الثانوية في ولاية فرجينيا الغربية، نظرًا لسهولة استخدامه لغير المبرمجين وما يوصف بأنه «ثروة من المواد التعليمية الموجودة بالفعل للبرنامج».

## وصلات خارجية
- غودو على موقع Open Hub (الإنجليزية)
- غودو على موقع Free Software Directory (الإنجليزية)
- غودو على موقع Framasoft (الفرنسية)
- الموقع الرسمي
- godot على غيت هاب